# 14479 Plekhanov
14479 Plekhanov là một tiểu hành tinh vành đai chính với chu kỳ quỹ đạo là 2038.8938253 ngày (5.58 năm).
Nó được phát hiện ngày 8 tháng 2 năm 1994.